# I Could Be the One (Avicii)
I Could Be the One è un singolo del produttore discografico svedese Avicii e del disc jockey olandese Nicky Romero pubblicato per il download digitale il 26 dicembre 2012 in Svezia e il 10 febbraio 2013 in Regno Unito. Dà la voce al singolo la cantante svedese Noonie Bao.

## Video musicale
Il video musicale è stato presentato il 24 dicembre 2012 sulla pagina VEVO di Avicii e ha per protagonista una donna impiegata d'ufficio, calpestata dai ritmi del lavoro e dal fatto di essere grassa, che sogna di evadere la routine vivendo in scenari favolosi ed esotici. Anche andare da una psichiatra non aiuta, il suo senso di vuoto si fa sempre più forte. Un giorno, al lavoro, legge un articolo di un blog che afferma "Only you can free yourself", Solo tu puoi liberare te stesso. Con uno scatto d'ira si alza in piedi e si licenzia, facendo una vera e propria scenata. Il video termina nel parcheggio, dove la donna viene investita mentre sta prenotando un biglietto per le Barbados.

## Classifiche
| Classifica (2013) | Posizione massima |
| ----------------- | ----------------- |
| Albania           | 7                 |
| Australia         | 4                 |
| Austria           | 15                |
| Belgio (Fiandre)  | 8                 |
| Belgio (Vallonia) | 9                 |
| Danimarca         | 9                 |
| Finlandia         | 2                 |
| Francia           | 22                |
| Germania          | 43                |
| Irlanda           | 3                 |
| Norvegia          | 4                 |
| Nuova Zelanda     | 12                |
| Paesi Bassi       | 15                |
| Regno Unito       | 1                 |
| Repubblica Ceca   | 7                 |
| Slovacchia        | 9                 |
| Svezia            | 3                 |
| Svizzera          | 26                |

### Classifiche di fine anno
| Classifica (2013) | Posizione |
| ----------------- | --------- |
| Italia            | 69        |